# Michael Dummett
Michael Anthony Eardley Dummett, född 27 juni 1925 i London, död 27 december 2011 i Oxford, Oxfordshire, var en brittisk filosof. Han dubbades till riddare 1999.

## Biografi
Michael Dummett gick på Winchester College, innan han började studera vid Christ Church i Oxford. Efter examen började han vid det prestigefyllda All Souls College som "fellow". 1979 erhöll han Wykehamprofessuren i Oxford, en post han innehade när han 1992 blev emeritus. Under den tiden var han även verksam vid New College. Han konverterade till katolicismen 1944, och var praktiserande katolik. 
Dummett skrev om den analytiska filosofins historia, och bidrog till vetenskapen genom forskning om matematikens filosofi, logikens filosofi, språkfilosofi, och metafysik. Han utvecklade även det proportionella valsystemet, samt skrev vetenskapliga verk om tarot, immigrationslagstiftning och engelsk grammatik.
1995 vann han Schockpriset i logik och filosofi.
Vid sidan av sitt vetenskapliga värv var Dummett politiskt aktiv sedan 1960-talet, och kämpade mot rasism och för minoriteters rättigheter.